# Déluge de 1613 de Thuringe
 (septembre 2021).
Si vous disposez d'ouvrages ou d'articles de référence ou si vous connaissez des sites web de qualité traitant du thème abordé ici, merci de compléter l'article en donnant les références utiles à sa vérifiabilité et en les liant à la section « Notes et références ».
Le déluge de Thuringe est une inondation catastrophique survenue en 1613, au cours de laquelle certaines parties de la Thuringe ont été touchées par une crue de la Saale et de ses affluents l'Ilm, l'Unstrut, la Gera, à la suite de pluies torrentielles.

## Évolution météorologique
Le 29 mai 1613 (dans le calendrier julien, c'est-à-dire le 8 juin 1613 selon le calendrier grégorien), de violents orages ont éclaté dans certaines parties de la Thuringe et ont fait monter de nombreux cours d'eau de plusieurs mètres en quelques heures. Une zone allant de Mühlhausen, Langensalza et Artern au nord, à Stadtilm et Ichtershausen au sud, d'Erfurt et Gotha à l'ouest à Naumbourg à l'est a été touchée. Le désastre de la tempête est décrit comme le « déluge de Thuringe » dans les chroniques de nombreuses localités.

## Conséquences
À Kahla, plusieurs personnes sont mortes, à Iéna, de grandes parties de la ville ont été inondées. À Zottelstedt, près d'Apolda, le niveau de l'Ilm a augmenté de 6 à 8 m et a presque entièrement détruit le village situé sur ses rives. À Apolda même, huit maisons ont été emportées et 24 animaux se sont noyés. À Weimar 44 maisons ont été détruites par les inondations, à Bad Berka 23 maisons, à Erfurt 125 maisons. À Mattstedt, le niveau de l'Ilm a augmenté de 6 mètres et a inondé tout le bas du village. À la suite de cette catastrophe, le développement du village s'est déplacé vers des terrains plus élevés. À Bad Sulza, les salines construites quelques années auparavant sur l'Ilm ont été victimes de l'inondation, mais ont été reconstruites sur le même site.
Le nombre total de décès est indiqué comme étant de 2 261 personnes. Les inondations historiques telles que celle de Thuringe jouent un rôle important en tant que situations hydrologiques et météorologiques extrêmes, y compris pour la recherche actuelle sur ce sujet. 